# Ronde van Tsjechië 2015
De Ronde van Tsjechië 2015 was de zesde editie van deze meerdaagse wielerkoers doorheen Tsjechië. In vergelijking met voorgaande jaren steeg de wedstrijd in classificatie, van UCI 2.2 naar UCI 2.1. De ronde werd ook voor het eerst in augustus gereden, specifiek van 13 tot en met 16 augustus. De ronde werd gewonnen door Petr Vakoč.

## Etappe-overzicht
| etappe   | datum       | start     | finish    | afstand  | winnaar          | klassementsleider |
| -------- | ----------- | --------- | --------- | -------- | ---------------- | ----------------- |
| 1e (TTT) | 13 augustus | Unicov    | Unicov    | 20.4 km  | Etixx-Quick Step | Zdeněk Štybar     |
| 2e       | 14 augustus | Olomouc   | Unicov    | 178.0 km | Fernando Gaviria | Fernando Gaviria  |
| 3e       | 15 augustus | Mohelnice | Šternberk | 199.0 km | Leopold König    | Petr Vakoč        |
| 4e       | 16 augustus | Olomouc   | Dolany    | 144.9 km | Zdeněk Štybar    | Petr Vakoč        |

## Eindklassementen

### Algemeen klassement
| Plaats    | Naam              | Ploeg                          | Tijd     |
| --------- | ----------------- | ------------------------------ | -------- |
| Roze trui | Petr Vakoč        | Etixx-Quick Step               | 13u22min |
| 2         | Jan Bárta         | Bora-Argon 18                  | + 5"     |
| 3         | Zdeněk Štybar     | Etixx-Quick Step               | + 30"    |
| 4         | Pieter Serry      | Etixx-Quick Step               | + 31"    |
| 5         | Paweł Cieślik     | Bauknecht-Author               | + 1' 21" |
| 6         | Michal Schlegel   | AWT-GreenWay                   | + 1' 49" |
| 7         | Jochem Hoekstra   | Cyclingteam Jo Piels           | + 2' 35" |
| 8         | Stefan Schumacher | CCC Sprandi Polkowice          | + 4' 27" |
| 9         | Matija Kvasina    | Team Felbermayr - Simplon Wels | + 4' 35" |
| 10        | Leopold König     | Tsjechische selectie           | "        |

### Putenklassement
| Plaats    | Naam          | Ploeg            | Punten |
| --------- | ------------- | ---------------- | ------ |
| Rode trui | Zdeněk Štybar | Etixx-Quick Step | 36     |
| 2         | Petr Vakoč    | Etixx-Quick Step | 29     |
| 3         | Jan Bárta     | Bora-Argon 18    | 29     |

### Bergklassement
| Plaats    | Naam            | Ploeg                | Punten |
| --------- | --------------- | -------------------- | ------ |
| Gele trui | Oscar Riesebeek | Metec-TKH            | 28     |
| 2         | Tomás Buchácek  | Bauknecht-Author     | 18     |
| 3         | Joey van Rhee   | Cyclingteam Jo Piels | 15     |

### Jongerenlassement
| Plaats     | Naam              | Ploeg            | Tijd      |
| ---------- | ----------------- | ---------------- | --------- |
| Witte trui | Michal Schlegel   | AWT-GreenWay     | 13u23m49s |
| 2          | Fernando Gaviria  | Etixx-Quick Step | + 9' 43"  |
| 3          | Gregor Mühlberger | Bora-Argon 18    | + 11' 58" |

2010 · 2011 · 2012 · 2013 · 2014 · 2015 · 2016 · 2017 · 2018 · 2019 · 2020 · 2021 · 2022 · 2023 · 2024